# Bilhó
Bilhó ist eine Gemeinde (Freguesia) im portugiesischen Kreis Mondim de Basto. In ihr leben 429 Einwohner (Stand 19. April 2021).